# Toccata C-Dur (Schumann)
Die Toccata C-Dur ist ein frühes, äußerst virtuoses, einsätziges Klavierwerk von Robert Schumann, dessen erste Fassung bereits im Winter 1829/30 in Heidelberg entstand. Sie steht in Zusammenhang mit Schumanns klaviertechnischen Studien als Vorbereitung auf den angestrebten Beruf eines Konzertpianisten. Nach einer gründlichen Überarbeitung veröffentlichte Schumann das Stück 1834 als op. 7 in Leipzig und widmete es seinem Freund Ludwig Schuncke, der es zu Schumanns Überraschung nach mehrmaligem Hören, ohne es geübt zu haben, spielen konnte. Die öffentliche Uraufführung geschah durch Clara Wieck, Schumanns spätere Ehefrau, am 11. September 1834 in Leipzig. Heute gehört die Toccata op. 7 zum Repertoire vieler renommierter Pianisten.

## Entstehung
Die Toccata op. 7 hat einen jahrelangen Entstehungsprozess durchlaufen. Davon zeugen neben einer autographen, Excercice pour le Pianoforte genannten Fassung von 1830 auch Eintragungen in Skizzen- und Tagebüchern Robert Schumanns sowie Erwähnungen in Briefen.

### Improvisationen nach Vorbildern

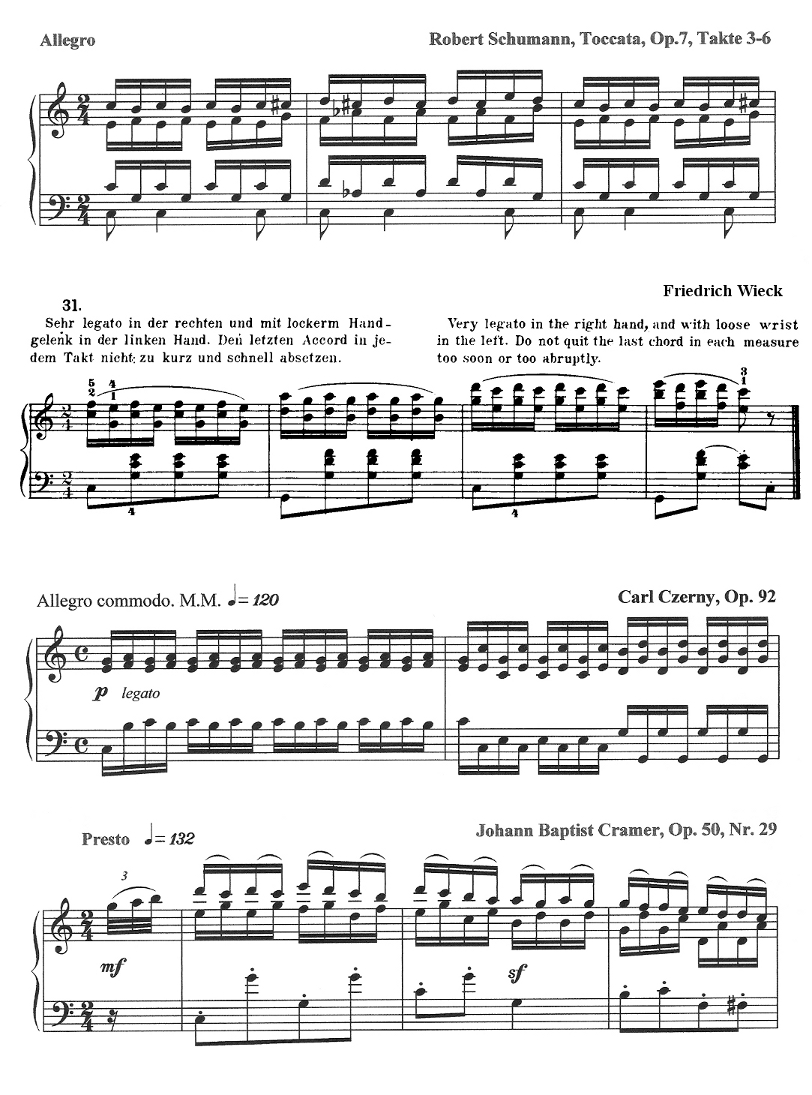
Die Toccata op. 7 im Vergleich mit möglichen Vorbildern (Ausschnitte)

Im August 1828 begann Schumanns Klavierunterricht bei Friedrich Wieck in Leipzig. Wiecks Lehrmethode enthielt auch Anleitungen zu Improvisationsübungen, bei denen seine Schüler Übungsmaterial und Etüden nach ihren eigenen Bedürfnissen selbst entwickeln oder erweitern sollten. Im Mai 1829 wechselte Schumann zum Studium nach Heidelberg. Dort glänzte er als Improvisator am Klavier und begann – der Anregung aus Wiecks Unterricht folgend – an einer größeren, mit ihren Doppelgriffen seinen eigenen pianistischen Problemen angepassten Etüde (Exercice, Übung) zu arbeiten, die nach mehreren weitgehend am Klavier improvisierend gestalteten Umarbeitungen schließlich zur Toccata op. 7 wurde. Vorbilder dazu können die Übung Nr. 31 aus Friedrich Wiecks im Unterricht verwendeten und von Marie Wieck später herausgegebenen Pianoforte-Studien und Carl Czernys 1826 veröffentlichte Toccata ou exercice op. 92 gewesen sein, in denen Doppelgriffe das grundlegende motivische Element bilden. Doppelgriffe kommen auch in weiteren vergleichbaren Etüden und Toccaten der Zeit vor, z. B. in der Caprice ou Toccata op. 6 von George Onslow (1810) und in Johann Baptist Cramers Etüde op. 50, Nr. 29. Bezüge zu Cramers Etüden finden sich in Schumanns Tagebuch bereits am 11. Dezember 1828, also schon vor Schumanns Wechsel nach Heidelberg: „Stunde bei Wieck – Cramersche Etude“. Auch Johann Nepomuk Hummels Grande Sonate fis-Moll, die Schumann im Januar 1829 erstmals im Tagebuch erwähnte und die er immer wieder übte, sowie Hummels von Schumann durchgearbeitete Ausführliche theoretisch-practische Anweisung zum Piano-Forte-Spiel enthalten solche Doppelgriffe. Transponierte Beispiele aus der Anweisung notierte sich Schumann in seinem Skizzenbuch I.

### Erste Notationen und dasExercice pour le Pianofortevon 1830

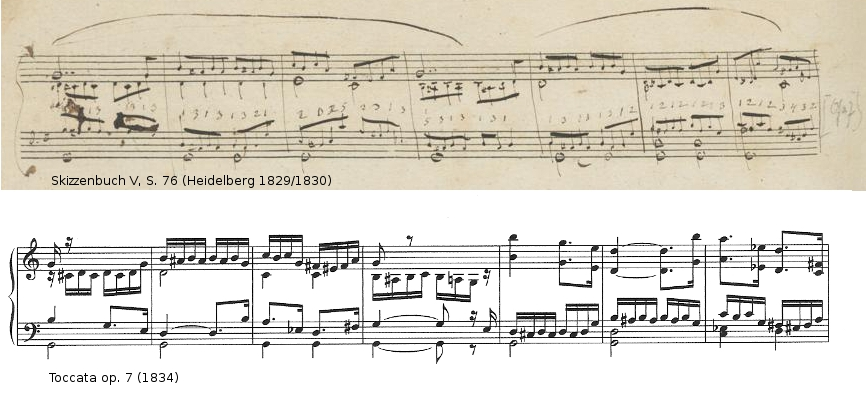
Vergleich der Takte 44–50 der Toccata op. 7 mit der entsprechenden Skizze von 1829/30

In einem Brief vom 15. März 1835 datierte Schumann den Beginn der Komposition auf 1829, auf dem autographen Vorsatzblatt seines Exemplars der Erstausgabe von 1834 dagegen auf 1830. In seinem Projektenbuch hielt er nachträglich fest: „1830 […] Toccata in C Dur in 1ster Gestalt.“ In Schumanns Skizzenbuch V mit Heidelberger Eintragungen aus den Jahren 1829 und 1830 findet sich ein kurzer Entwurf, der nahezu unverändert in das erste vollständige Autograph der als Exercice pour le Pianoforte. bezeichneten Toccata. aus dem Jahr 1830 und mit entscheidenden Änderungen in die Endfassung übernommen wurde. In dieser 1834 gedruckten Endfassung wurden die Notenwerte der Skizze halbiert und die Taktangabe entsprechend von  (alla breve) zu 2/4 geändert. Zudem wurde eine ruhige Melodie als Seitenthema eingefügt.

### Mehrere Fassungen mit unterschiedlichen Titeln
Mehrfach erwähnte Schumann in seinen Tagebüchern und in Briefen die Arbeit an der Toccata, die er aber zunächst anders bezeichnete, beispielsweise als Exercice, großes Exercice in Doppelgriffen,
Exercice fantastique, und Gr. Etude à quatre voix.
Am 11. Mai 1831 hielt er fest: „mein Exercice mundiert“ (= ins Reine geschrieben) Dabei kann es sich um die verlorene Reinschrift des erhalten gebliebenen, mit Korrekturen versehenen Autographs von 1830 handeln. Am 4. Juni 1831 führte Schumann ein Gespräch mit Heinrich Dorn, der von der Veröffentlichung abriet, weil alles überraschend und neu sei. Und Schumann mutmaßte, dem Exercice fehle das Jacobi’sche „Wohlgefühl“. Dabei bezog er sich auf eine Stelle in Friedrich Heinrich Jacobis Woldemar, eine Seltenheit aus der Naturgeschichte.
Am 13. Juli 1832 vermerkte er: „Das Ex. fantastique ward auch fertig.“

### Angebote an die Verlage Haslinger und Breitkopf & Härtel
In einem Brief an den Verleger Tobias Haslinger vom 13. August 1832 bot er eine Phantasieübung – als mögliche „Fortsetzung der Cramerschen und Keßlerschen Etüden“ – und eine zweite Studie in Doppelgriffen zur Veröffentlichung an sowie am 2. November 1832 dem Verlag Breitkopf & Härtel eine wahrscheinlich mit der genannten Phantasieübung identische Fantasieübung, die er seinem ehemaligen Zwickauer Lehrer Johann Gottfried Kuntsch widmen wollte.
In einem bei Jansen abgedruckten autographen Kompositionsverzeichnis Robert Schumanns wird diese Fantasieübung als Exercice fantastique aufgeführt, zudem auch eine Etude fantastique:
- „Exercice fantastique pour le Pft. Dedié à Mr. J. G. Kuntsch par son élève. Op. 5. Januar 1832, ausgearbeitet im Juli.“
- „Etude fantastique en doubles-sons, dedié à M. de Schlegel. Oeuv. 6. Heidelberg, Mai 1830, ausgearbeitet im Juli 1832.“

Sie entsprechen den schon am 13. August 1832 dem Verleger Haslinger angebotenen Werken. Das heißt, dass das Exercice fantastique und die Etude fantastique nebeneinander vollständig ausgeführte und mit eigenen Opuszahlen ausgestattete Werke waren. Beide Niederschriften gingen verloren. Wahrscheinlich bezieht sich die Bezeichnung Exercice en doubles sons (Tagebuch: 8. März 1833) auch auf die Etude fantastique en doubles-sons des Kompositionsverzeichnisses.

### Exercice pour le PianoforteundToccataop. 7
Entwürfe in Schumanns Skizzenbuch II zeigen, dass 1833 erneute Umarbeitungen stattfanden, bis schließlich ein heute verschollenes Autograph als Druckvorlage für die Erstausgabe der Toccata op. 7 fertiggestellt war.
Erst nach der Veröffentlichung der Toccata wurde für sie im Tagebuch und in Briefen der Gattungsbegriff Toccata verwendet. Frühere Tagebucheinträge zu Toccata, z. B. am 22. Dezember 1828, betreffen eine Toccata von Charles Mayer (bei Schumann: Meyer).
Heute liegen zwei vollständig ausgeführte Werke vor: das autographe Exercice pour le Pianoforte von 1830 und die gedruckte Toccata op. 7 von 1834. Das Exercice ist kürzer als die Toccata und wirkt insgesamt weniger einheitlich. Schumann schrieb dazu in einem Brief an Theodor Töpken vom 18. August 1834: „In meiner Toccata werden Sie einem alten Freund die Hand drücken; er spricht nun nicht mehr so wild, sondern viel sittiger.“ Sowohl in diesem Brief als auch auf dem Vorsatzblatt seines Exemplars der Erstausgabe und in seinem Projektenbuch führte Schumann an, die Komposition der Toccata 1833 abgeschlossen zu haben.

## Musikalische Merkmale

### Gattung
Während Schumann an der Toccata arbeitete, beschäftigte er sich einerseits mit klaviertechnischen Problemen, andererseits setzte er sich mit der Sonatenhauptsatzform auseinander. Parallel zur Toccata entstanden Entwürfe für Etüden als Variationen nach einem Thema von Ludwig van Beethoven sowie die Studien und Konzertetüden nach Capricen von Paganini op. 3 und op. 10. In dieser Zeit arbeitete er auch am aus einem Sonatensatz bestehenden Allegro op. 8 und an den Klaviersonaten op. 11 und 22.
Die Toccata vereint die Anliegen beider Werkgruppen: sie ist eine Etüde in Sonatenhauptsatzform. Das mehrfach verwendete Attribut fantastique der älteren Titel und Arbeitstitel Etude fantastique und Exercice fantastique, das auch im deutschen Titel Fantasieübung steckt, deutet an, dass die Toccata auch künstlerisch-poetischen Ambitionen folgt und sich besonders als Abschlussstück eines Konzertes eignet.

### Klaviertechnische Anforderungen
- rhythmische Präzision im Einheitsablauf der nahezu permanent fortlaufenden Bewegung virtuoser Spielfiguren und Passagen, auch bei metrischen Verschiebungen[50]
- rascher Wechsel von Doppelgriffen in Gegenbewegung, vornehmlich in der rechten Hand,[50] wobei besonders die äußeren Finger belastet werden, was den vorläufigen Titeln Etude fantastique en doubles-sons und Exercice en doubles sons entspricht[5]
- schnelle Oktav- und mehrstimmige Akkordfolgen[50]
- Sprünge in Gegenbewegung[50]
- bis zu fünfstimmiges polyphones Spiel[51]
- Legato mit Haltetönen[52]
- Dynamik: leises Spiel auch bei großen mechanischen Schwierigkeiten; Kontraste ff – pp[53]

### Form
Sonatenhauptsatzform:
- Exposition: Einleitungstakte (Takte 1–2), synkopierter Rhythmus: G als Halbschluss der Haupttonart C-Dur; Hauptsatz (Takte 3–25), in der rechten Hand Doppelgriffe in schneller Gegenbewegung (16tel), in der Unterstimme der linken Hand Synkopen aus der Einleitung; Überleitung (Takte 25–43), modulierend von C-Dur nach G-Dur, viele Zwischendominanten, neues, punktiertes, tonleiterartig abwärts führendes Motiv in der Oberstimme der linken Hand, am Ende Wiederaufnahme der Einleitungssynkope; Seitensatz (44–79), G-Dur, Gegenmelodie zur 16tel-Bewegung mit Punktierung (Motiv aus der Überleitung) im Tenor, im doppelten Kontrapunkt wiederholt in der Oberstimme, Aussetzen der Synkopierung, Wiederaufnahme und Fortführung des Hauptsatzthemas; Schlusssatz (Takte 80–88), G-Dur, Variante des Seitensatzes und Motivik des Hauptsatzes; Codetta (Takte 88–96), G-Dur, Orgelpunkt auf g, Rückführung nach C-Dur (mit erniedrigter 6. Stufe); Rückmodulation mit Einleitungstakten (97a–99a); Wiederholung.
- Durchführung: Einleitungstakte in a-Moll (Takte 100–101 vor dem Doppelstrich), kurze Verarbeitung des Hauptsatzes, Episode mit neuem Oktavenmotiv in der Oberstimme, weitgehend a-Moll und A-Dur, Fugato mit Doppelthema aus 16teln des Oktavenmotivs und Synkopen der Einleitung mündet nach Engführungen in eine Modulation zum Orgelpunkt auf g als Dominante der Haupttonart C-Dur.
- Reprise: Einleitungstakte (Takte 149–150), Hauptsatz (Takte 151–173), Überleitung erweitert mit neuem Motiv (Takt 80 ff), Seitensatz (Takte 127–213), C-Dur.
- Überleitung 2 (= 2. Durchführung): metrische Verschiebung um ein Sechzehntel (Takt 229 ff), Nachahmung des Tonleiter abwärts führenden, punktierten Motivs der Überleitung in der Exposition, Übergang zum notierten und bezeichneten legato.
- Coda: Più mosso (bewegter), C-Dur mit plagalem Schluss, Motivik des Seitensatzes, Schlussakkorde im piano.

### Metrum und Rhythmus
Innerhalb eines 2/4-Taktes beherrschen weitgehend durchlaufende 16tel-Bewegungen der Oberstimmen und kontrastierende, wie auch antreibende Synkopen der Unterstimme den Verlauf der Toccata. Aufgebrochen wird das Gleichmaß durch metrische Verschiebungen um ein Sechzehntel oder ein Achtel und durch Akzente.

### Tonarten und Harmonik
Die Haupttonart C-Dur, deren Dominanttonart G-Dur und die Paralleltonart a-Moll werden selten verlassen, sind aber mit vielen Zwischendominanten und Ausweichungen ausgestattet.

### Tempo und Lautstärke
Tempo: Die Vorschrift für das gesamte Stück lautet Allegro (ohne Metronomangabe). Ein ritardando und ein accelerando bereiten jeweils nachfolgende Formteile vor. Più mosso steht zu Beginn der Coda.
Das smorzando (ersterbend, verlöschend, verklingend) im Takt 78 kann sich auf ein Nachlassen des Tempos oder ein Nachlassen der Lautstärke oder auf beides beziehen.
Lautstärke: nur sparsamste Anweisungen werden gegeben. Ein Crescendo-Pfeil leitet auf die Durchführung hin. Im Fugato markieren Betonungszeichen den Themeneinsatz. Die Einleitung zur Reprise soll fortissimo gespielt werden. Betonungszeichen stellen jeweils das verschobene Metrum wieder her. Forte und Sforzati und schließlich ein mit einem ritardando verbundenes diminuendo kennzeichnen den letzten Formteil der Durchführung. Ab Takt 213 wird ein abrupter Lautstärkeunterschied zwischen ff und pp verlangt. Die Schlussakkorde sind p auszuführen.

### Fingersatz
Zum Fingersatz schrieb Schumann in einer Fußnote des Erstdrucks: „Dem Spieler möglichste Freiheit des Vortrags zu lassen, sind nur die Stellen, die etwa vergriffen werden könnten, genauer bezeichnet.“

### Anschlag und Phrasierung
Schumann verzichtete bei der endgültigen Fassung der Toccata im Vergleich zur Exercice von 1830 weitgehend auf Phrasierungsbögen und Anschlagbezeichnungen. Die Phrasierung wurde in wenigen Takten beispielhaft eingezeichnet und nur jeweils an einer Stelle schrieb Schumann staccato und legato vor.

### Pedalisierung
Bezeichnungen für Pedal, das bei Schumann sonst vielfältig eingesetzt wird, beschränken sich auf ein Minimum.

### Ausdruck
Außer dem schon genannten smorzando am Ende der Überleitung zwischen Hauptsatz und Seitensatz schreibt Schumann lediglich ein espressivo an einer modulatorisch und melodisch besonderen Stelle im Takt 106 vor. Ansonsten liegt der mögliche Ausdruck immanent im rasanten Verlauf der Toccata sowie im Gegensatz von Haupt- und Seitensatz und wird durch wenige Änderungen des Tempos, der Lautstärke und der Phrasierung modifiziert.

## Rezeption
Der Erstdruck und die Uraufführung der Toccata im Jahre 1834 fielen in eine Zeit, in der sich die Pianisten noch stark an publikumswirksamen, oft selbst komponierten Virtuosenstücken orientierten. Erst langsam gingen sie dazu über, die Ideen von François-Joseph Fétis aufzugreifen und wie Felix Mendelssohn Bartholdy 1838 in Leipzig historische Konzerte mit einem klassisch genannten Kanon von Werken anzubieten und schließlich – wie Anton Rubinstein – in der zweiten Hälfte des 19. Jahrhunderts Konzerte zu gestalten, die nur einem anerkannten Komponisten gewidmet waren. Clara Wieck gehörte zu den Ersten, die Werke von Johann Sebastian Bach, Ludwig van Beethoven und Robert Schumann – darunter die Toccata – neben eigene Kompositionen stellte, und nach ihrer Heirat als Clara Schumann mit Solowerken und Konzerten dieser drei Komponisten und Werken von Johannes Brahms einen bis ins 20. Jahrhundert hinein gültigen, deutsch geprägten Konzerttyp schuf. Doch erst nach Robert Schumanns Tod galt die Toccata allgemein als ein Prüfstein für professionelle Konzertpianisten, wie zum Beispiel die Berichte über Franz Liszts Unterricht in Weimar zeigen.

### Widmungsträger
Der erste Rezipient der fertigen Toccata op. 7 war Ludwig Schuncke, dem sie Schumann gewidmet hatte und der 1834 mit ihm in Leipzig Tür an Tür wohnte. Schumann schrieb darüber anlässlich einer Besprechung von Schunckes Capriccios: „Wenn man Jemandem etwas dedicirt, so wünscht man, daß er’s vorzugsweise spiele; aus vielen Gründen hatte ich ihm vielleicht eines der schwierigsten Clavierstücke, eine Toccata, zugeeignet. Da mir kein Ton entging, den er anschlug, so hatte ich meinen leisen Aerger, daß er sich nicht darüber machte, und spielte sie ihm, vielleicht um ihn zum Studiren zu reizen, zu Zeiten aus meiner Stube in seine hinüber. Wie vorher blieb alles mäuschenstill. Da, nach langer Zeit besucht uns ein Fremder, Schunke zu hören. Wie aber staunte ich, als er jenem die Toccata in ganzer Vollendung vorspielte und mir bekannte, daß er mich einigemal belauscht und sie sich im Stillen ohne Clavier herausstudirt, im Kopfe geübt habe.“

### Erstdruck und weitere Auflagen bei Hofmeister
Ende Mai oder im Juni 1834 brachte der Leipziger Verlag Hofmeister den Erstdruck der Toccata in einer Auflage von 100 Exemplaren heraus. 1835, 1846, 1951 und 1853 folgten kleinere Auflagen. Ab 1858 erschien die Toccata alljährlich in bis zu drei weiteren Auflagen und hatte im Juli 1878 mit einer Auflage von 1000 Exemplaren einen Höhepunkt. Insgesamt druckte Hofmeister bis April 1886 4450 Exemplare.

### Uraufführung in Leipzig
Clara Wieck spielte die Toccata am 11. September 1834 erstmals in einem selbst veranstalteten, öffentlichen Konzert im Saal des Leipziger Hôtel de Pologne. Auf dem Programm dieses Konzertes, das auch Felix Mendelssohn Bartholdy besuchte, standen zudem Frédéric Chopins Rondo op. 16 und dessen Grande fantaisie sur des airs polonais op. 13 sowie ein eigener – von Robert Schumann instrumentierter – Concertsatz, der spätere 3. Satz ihres Klavierkonzertes. Ernst Ortlepp schrieb darüber als anonymer Berichterstatter in der Zeitschrift Der Komet: 

„Einen wunderbaren Eindruck machte das letzte Stück, ein [sic] Toccata von Schumann. Das Werk ist ein Guß von Originalität und Neuheit und wirkte trotz seinem strengen Stil auf alle Zuhörer mit einem tiefergreifenden Zauber. Wir sind überzeugt, was ein Seb. Bach, was ein Beethoven, was ein Paganini in sich getragen, das ruht auch in Schumann; ja er besitzt vielleicht noch mehr als Chopin die Kraft, die moderne musikalische Schule durch die eigenthümlichen Productionen zu ihrem höchsten Glanze zu erheben. Dem Geschmack des Publicums fröhnt er nicht und wird ihm trotz allen oft an ihn gemachten Anforderungen nicht fröhnen; aber gewiß wird er auf seinem Wege ein ganz anderes Ziel erreichen als die Modecomponisten, die keinen höhern Gedanken fassen, als den Leuten jeden Bissen mundgerecht zu machen. Schumanns Toccata ist so schwer, daß sie außer Schunke und der Clara Wieck hier wohl Niemand gut spielen kann. Beide spielen sie verschieden. Ersterer trägt sie als Etüde vor mit höchster Meisterschaft; Letztere weiß sie zugleich poetisch aufzufassen und ihr durch und durch eine Seele einzuhauchen. Auch diesmal belebte sie sie mit so zarten und tiefgefühlten Schattirungen, daß das originelle Tonstück, mit dem das Concert frappant abschloß, in seinem höchsten Glanze erschien.“

In ihren Mädchenjahren setzte es Clara Wieck gegen den Widerstand ihres Vaters durch, die Toccata neben anderen Werken Robert Schumanns auch weiterhin in ihre Konzertprogramme aufzunehmen und das in ihrem teilweise vom Vater geführten Tagebuch festzuhalten. So trug sie die Aufführungen der Toccata am 21. Februar sowie am 2., 26. und 19. März 1836 auf ihrer Breslauer Konzertreise ein.

### Veröffentlichung bei Richault in Paris
1840 ließ Schumann die Toccata, zusammen mit den Paganini-Etüden op. 3 und 10, bei Richault in Paris erscheinen. Schon 1839 hatte Clara Wieck das Werk auf ihre Konzertreise nach Paris mitgenommen, aber nicht gewagt, es öffentlich zu spielen. Erst ab etwa 1860 wurden Schumanns Werke in Paris nicht mehr rundum abgelehnt.

### Johannes Brahms auf Konzertreisen
Johannes Brahms hatte Schumanns Toccata in jungen Jahren in seinem Konzertrepertoire. Beispielsweise spielte er sie bei seinem 2. Wiener Konzert am 7. April 1867, in dem er unter anderem neben kleineren Stücken von Domenico Scarlatti und Franz Schubert auch Schumanns Fantasie op. 17, die Toccata F-Dur von Johann Sebastian Bach und Ludwig van Beethovens Sonate E-Dur op. 109 darbot. In der Konzertkritik wurde die Ausführung der beiden Toccaten besonders gerühmt.

### DieToccataim Repertoire der europäischen Pianistenschulen

#### Franz Liszt
In Franz Liszts Weimarer Meisterklasse wurde die Toccata als von Liszt als schwer eingestuftes Werk von verschiedenen Schülern vorgetragen, so am 11. Juni 1884 von Emil Sauer, der die Toccata bereits aus dem Unterricht bei Nikolai Rubinstein in Moskau kannte. Liszt, der Schumanns Klavierwerke sehr schätzte, äußerte sich zu den Vorführungen der Toccata allerdings nur recht lakonisch. Carl Lachmund berichtete von einem Lob: „Sie haben mit feinem Gefühl und guter Phrasierung gespielt.“ Einen die Toccata ungenügend spielenden Schüler fertigte Liszt allerdings mit einem für ihn typischen Ausruf ab: „O, du heiliger Bimbam!“ Bei vielen Liszt-Schülern wurde die Toccata zu einer Art Pflichtstück in deren Unterricht bis ins 20. Jahrhundert hinein.

#### Anton und Nikolai Rubinstein
1844 wurde Anton Rubinstein in Sankt Petersburg mit dem Ehepaar Schumann bekannt. Am 15. Dezember 1846 führte er gemeinsam mit Clara Schumann in Wien Schumanns Andante und Variationen op. 46 auf. Im Laufe seiner Pianistenkarriere nahm er viele Schumann’sche Werke in sein umfangreiches Konzertrepertoire auf. 1888/89 gestaltete er am Sankt Petersburger Konservatorium zwei Vortragsreihen – in der ersten spielte er 1302 Werke von 79 Komponisten, in der zweiten 877 Werke von 57 Komponisten, darunter Schumanns Toccata op. 7. Durch ihn und durch seinen Bruder Nikolai Rubinstein, der Lehrer am Moskauer Konservatorium war, gelangte die Toccata in den Kanon der sogenannten Russischen Schule, zu der auch Heinrich Neuhaus, der Lehrer von Swjatoslaw Richter und Emil Gilels gehörte.

### USA (19. Jahrhundert)
Auf ihrer großen Konzerttournee durch die USA von Oktober 1870 bis Juni 1872 absolvierte die deutsche, mit Clara Schumann und Joseph Joachim musikalisch verbundene Pianistin Mary Krebs 257 Konzerte. In ihrem Repertoire hatte sie auch Schumanns Toccata. Das Leipziger Musikalische Wochenblatt berichtete am 13. Januar 1871 von ihrem Auftritt in der New Yorker Steinway Hall: „Die Toccata op. 7 von Schumann war eine parforce-Leistung ersten Ranges, reicher Applaus wurde ihr verdientermaassen dafür zu Theil.“ A Dictionary of Music and Musicians von Grove aus dem Jahr 1900 hebt aus ihrem großen Repertoire namentlich Schumanns Toccata hervor.
Durch den Lisztschüler Carl Lachmund gelangte das europäische Repertoire und damit Schumanns Toccata zu den Konservatorien der USA.

### 20. und 21. Jahrhundert
Viele bedeutende Pianisten und Pianistinnen der neueren Zeit haben oder hatten Robert Schumanns Toccata op. 7 in ihrem Repertoire. Auf technischen Tonträgern – vom Welte-Mignon-Reproduktionsklavier über die Schallplatte und das Tonband bis zu Compact Disc, Optischen Datenspeichern und Film – wurde das festgehalten.